# Liste von Orgelmuseen
Diese Liste enthält Orgelmuseen, sowie Museen, die Orgelinstrumente in ihrem Bestand haben.

## Orgelmuseen
Deutschland
- Brandenburgisches Orgelmuseum, Bad Belzig, Brandenburg
- Gottfried-Silbermann-Museum, Frauenstein, Sachsen
- Silbermannhaus, Freiberg, Sachsen
- Orgelmuseum Borgentreich, Höxter, Nordrhein-Westfalen
- Orgelmuseum Kelheim, im ehemaligen Franziskanerkloster
- Orgelbaumuseum Klosterhäseler, Sachsen-Anhalt, mit Teilen des Thüringischen Orgelmuseums Bechstedtstraß
- Mecklenburgisches Orgelmuseum, Malchow
- Orgelmuseum Fleiter, Münster, Westfalen, von Firma Fleiter
- Orgelbaumuseum Schloss Hanstein, Ostheim vor der Rhön
- Kultur- und Orgelzentrum Altes Schloss Valley, Oberbayern,  mit 60 Instrumenten eines der größten weltweit
- Orgel ART Museum Rhein-Nahe, Windesheim, Hunsrück, gegründet von der Orgelbaufirma Oberlinger

Großbritannien
- St Albans Organ Museum, St Albans, Hertfordshire

Italien
- Orgelmuseum Santa Cecilia, Massa Marittima, Toskana

Niederlande
- Orgelpark Amsterdam
- Nationaal Orgelmuseum Elburg

Polen
- Muzeum Organów Śląskich (Schlesisches Orgelmuseum), Katowice

Schweiz
- Musée Suisse de l’Orgue, Roche, VD

Spanien
- Museo del órgano, Agüero (Huesca), Aragonien

China
- Orgelmuseum Gulangyu

Japan
- Horie Museum, Nishinomiya

## Museen mit Orgelinstrumenten
Dänemark
- Nysted Orgelmuseum, Nysted, Dänemark[1]

Deutschland
- Musikinstrumentenmuseum Berlin
- Gottfried-Silbermann-Museum, Frauenstein
- Augustinermuseum, Freiburg im Breisgau
- Museum für Musikinstrumente der Universität Leipzig
- Römisch-Germanisches Zentralmuseum, Mainz
- Deutsches Museum München
- Germanisches Nationalmuseum, Nürnberg
- Organeum, Museum für Tasteninstrumente, Weener, Ostfriesland

Österreich
- Technisches Museum Wien

Russland
- Russian National Museum of Music (Russisches Nationales Musikmuseum), Moskau